# Jozef De Kesel
Jozef De Kesel (Gante, 17 de junho de 1947) é um cardeal belga da Igreja Católica, atual arcebispo emérito de Malinas-Bruxelas e Ordinário Militar da Bélgica.

## Biografia
Nascido em 17 de junho de 1947 em Gante, obteve seu doutorado em Teologia na Pontifícia Universidade Gregoriana com uma tese intitulada "Le refus de decidir a objetivação. Une interprétation historique du Jésus dans la theologie chez Rudolf Bultmann." Ele é o autor de numerosos artigos e um livro sobre a Igreja e sobre os vários aspectos da vida cristã. Foi professor no Seminário de Gante, em um centro de treinamento para futuros professores de religião e na Universidade de Leuven. Ele fala francês, holandês, inglês e italiano.
Foi ordenado presbítero em 26 de agosto de 1972 e teve como ordenante Leo De Kesel, seu tio. Eleito para a sé titular de Bulna e nomeado bispo auxiliar de Malinas-Bruxelas em 20 de março de 2002, foi consagrado em 26 de maio seguinte, na Catedral de São Miguel e Santa Gudula, tendo como sagrante o cardeal Godfried Danneels, arcebispo de Malinas-Bruxelas, tendo como co-sagrantes Arthur Luysterman, bispo de Gante e Rémy Victor Vancottem, bispo auxiliar de Bruxelas.
De 2002 a 2010 ele foi apontado como vigário-geral para o Vicariato de Bruxelas. Desde 2010, ele foi nomeado vigário-geral do Vicariato do Brabante Flamengo e a área de Malinas. Em 25 de junho de 2010, foi nomeado bispo de Bruges, onde ficou até 2015. Foi nomeado pelo Papa Francisco arcebispo de Malinas-Bruxelas e ordinário militar da Bélgica em 6 de novembro, sendo instalado na Catedral em 12 de dezembro.
Em 9 de outubro de 2016, durante o Angelus, o Papa Francisco anunciou a sua criação como cardeal no Consistório Ordinário Público de 2016. Em 19 de dezembro, recebeu o anel cardinalício, o barrete e o título de cardeal-presbítero de São João e São Paulo.
Em 23 de dezembro de 2017, foi nomeado membro do Dicastério para os Leigos, a Família e a Vida. Foi nomeado em 11 de novembro de 2019 como membro do Pontifício Conselho para a Cultura.
Teve sua renúncia ao governo pastoral aceita pelo Papa Francisco em 22 de junho de 2023.